# Davide Incerti
Davide Fabrizio Incerti (La Habana, Cuba; 22 de junio de 2002) es un futbolista cubano. Juega de centrocampista y su equipo actual es el Brindisi FC de la Serie D de Italia. Es internacional absoluto por la selección de Cuba desde 2021.

## Trayectoria
Incerti comenzó su carrera en 2018 en el Athletic Club Albaro de la Promozione italiana. En 2019 se incorporó a las inferiores del Genoa y en 2020 al Ternana.
Para la temporada 2021-22, Incerti fue cedido al Atlético Uri de la Serie D.
El 7 de julio de 2022, fichó en el Olbia de la Serie C.

## Selección nacional
Incerti nació en Cuba, de padre italiano y madre cubana. Debutó en la selección de Cuba el 2 de junio de 2021 ante las Islas Vírgenes Británicas.

## Clubes
| Club                 | País   | Año           |
| -------------------- | ------ | ------------- |
| Athletic Club Albaro | Italia | 2018          |
| Ternana              | Italia | 2021-2022     |
| Atlético Uri         | Italia | 2021-2022     |
| Olbia                | Italia | 2022-2024     |
| FC Matera            | Italia | 2024          |
| Brindisi FC          | Italia | 2024-presente |